# Hebi
Hebi, tidigare känd som Hopi, är en stad på prefekturnivå i Henan-provinsen i centrala Kina. Den ligger omkring 120 kilometer nordost om provinshuvudstaden Zhengzhou.

## Administrativ indelning
Staden är indelad i tre stadsdistrikt och två härad:
- Stadsdistriktet Qibin (淇滨区)
- Stadsdistriktet Shancheng (山城区)
- Stadsdistriktet Heshan (鹤山区)
- Häradet Xun (浚县)
- Häradet Qi (淇县)

## Klimat
Genomsnittlig årsnederbörd är 689 millimeter. Den regnigaste månaden är juli, med i genomsnitt 209 mm nederbörd, och den torraste är januari, med 3 mm nederbörd.